# Hedwigia stellata
Hedwigia stellata là một loài Rêu trong họ Hedwigiaceae. Loài này được Hedenäs mô tả khoa học đầu tiên năm 1994.